# Cyrtandra calpidicarpa
Cyrtandra calpidicarpa är en tvåhjärtbladig växtart som först beskrevs av Joseph Rock, och fick sitt nu gällande namn av Harold St.John och William Bicknell Storey. Cyrtandra calpidicarpa ingår i släktet Cyrtandra och familjen Gesneriaceae. Inga underarter finns listade i Catalogue of Life.